# Razor Blade Smile
Razor Blade Smile är en brittisk vampyrfilm från 1998 i regi av Jake West, med Eileen Daly i huvudrollen. Andra skådespelare i filmen är Christopher Adamson, Jonathan Coote, Kevin Howarth och David Warbeck (i sin sista filmroll).
Handlingen kretsar kring vampyren Lilith Silver, som blev vampyr för 150 år sedan då hon blev biten av Sir Blake, som dödat Liliths älskare i en duell. Nu lever Lilith som yrkesmördare och är på jakt efter medlemmar i Illuminatiorden, vars ledare tycks vara Sir Blake.
Filmen är en lågbudgetfilm, med en budget på cirka £20 000. Filmens världspremiär var på Fantastisk filmfestival i Lund den 19 september 1998 och visades drygt en månad senare på Raindance Film Festival i England. Filmen fick ett flertal priser vid den amerikanska festivalen B-Movie Film Festival 1999. Den har även släppts på VHS och DVD.